# Эмма Фрост
Э́мма Грейс Фрост (англ. Emma Grace Frost) — вымышленный персонаж, появляющийся во Вселенной Marvel. Созданная писателем Крисом Клэрмонтом и художником/сописателем Джоном Бёрном, она дебютировала в выпуске № 129 Uncanny X-Men (январе 1980).
Учтивая мутант-телепат, известная своим откровенным стилем в одежде, Фрост была и другом, и противником Людей Икс. Изначально она была членом одной из богатейших элит мутантов, составлявшей внутренний круг Клуба Адского Огня.
У неё был постоянный интерес к обучению нового поколения мутантов, и она вела команду клуба «Геллионы».
Эмма Фрост вступила в дело Чарльза Ксавье после гибели её студентов. Она выполняла роль преподавателя младшей команды Людей Икс Поколение Икс. Затем она вошла в состав Людей Икс и стала директором Института Ксавье.

## История публикаций
Фрост периодически появлялась в некоторых выпусках, начиная с первого появления в роли Белой Королевы. Например, в Uncanny X-Men и в оригинальной серии Новых Мутантов вместе со своими Геллионами.
В марте 1986 года, творческая команда мини-серии Огненной Звезды состояла из Тома Дефалко, Мэри Уилшир и Стиви Лейалохи. В этой серии Эмма была главным персонажем, наряду со своими Геллионами. Эта серия демонстрировала обманчивость её натуры, тем как она пыталась превратить Анджелику Джонс в своё собственное оружие.
После того, как Фрост оправилась от комы, она решила восстановить свою честь и честь своих погибших студентов. Затем она выступила в главной роли в Союзе против Фаланги, в котором она объединилась с Банши, Джубили и Саблезубым в попытке спасти молодое поколение мутантов. Этот поступок побудил авторов сделать Эмму Фрост одним из главных персонажей серии Поколение Икс, которая начала в ноябре 1994 г. под творческими союзом Скотта Лобделла, Криса Бачало и Марка Бакингхэма. Серия составила 75 выпусков и выпуск «−1» с Брайаном Вудом, Роном Лимом, Санду Флореей и Рэнди Эллиоттом, который закончил серию. В выпуске «−1», было рассказано, что Эмма была бездомной и встретила Банши, работавшего в нью-йоркском полицейском департаменте и Тёмного Зверя, страдающего амнезией из Эры Апокалипсиса.
После окончания серии все члены команды Икс были обновлены, а Эмма появилась в первой серии Новых Людей-Икс, в которой у неё начался роман с Циклопом.

## Биография

### Юность Эммы
Эмма Фрост родилась в Бостоне (штат Массачусетс) в семье богатых промышленников Уинстона и Хэйзел Фрост и была четвёртым ребёнком (у неё были две сестры и брат). Уинстон Фрост был жестоким и холодным человеком и очень многого требовал от своих детей. Во время учёбы в школе, над ней жестоко шутили другие ученики, да и с оценками дела были плохи. Эмме помогал её учитель Ян Кендалл. Через некоторое время, у неё начинают проявляться телепатические способности, благодаря чему она читает мысли учеников и узнаёт решения контрольных работ. Пользуясь своей способностью, она завоевывает успех среди учеников и Ян советует ей стать учителем, но отец Эммы против этого.
Однажды, когда Эмма возвращалась из школы, у неё сломался автомобиль и Ян предложил подвезти её. Она читает мысли своего учителя и узнаёт, что Ян считает её умной и красивой. Эмма целует его. Это видит сестра Эммы Адрианна и рассказывает об этом отцу. Уинстон использует эту информацию и добивается увольнения Яна из школы. Эмма решает отомстить и рассказывает всем о тайной модельной карьере Адрианны, а также делает снимки, на которых изображен отец с любовницей. Её действия нравятся отцу, он говорит, что она напоминает ему его самого в юности. Он предлагает ей взять бразды правления промышленной империей, но Эмма отказывается и решает добиваться успехов в бизнесе сама. Она взяла лишь малую часть денежного состояния отца, в то время как остальное она заработала сама, благодаря своим успехам в бизнесе. Фрост быстро набирала вес в деловом мире, поскольку была умна, напориста, обаятельна, а также тайно применяла свои ментальные способности.

### Вступление в Клуб Адского Пламени
Вскоре, Эмма, несмотря на свой юный возраст, берёт под контроль промышленный конгломерат, который она переименовывает во Frost International и становится исполнительным директором. Прежде всего, её компания специализировалась на создании новейшего оборудования для водного и воздушного видов транспорта. Также, Эмма стала председателем попечительского совета Массачусетской Академии (подготовительный колледж для учеников 7-12 классов), которая располагалась в горах Беркшир, откуда и была родом Фрост.
Красота и таланты Эммы привлекают внимание членов Клуба Адского Пламени — элитной организации, состоящей из самых богатых и влиятельных людей планеты, и они приглашают её к себе. Эмма Фрост становится союзницей Себастьяна Шоу (одного из членов клуба, также мутанта) и они вместе планируют достичь мирового господства, используя экономические и политические средства. Лидерами клуба являлись Эдуард Бакман (Белый Король) и Пэрис Севилль (Белая Королева). Эдуард решает поддержать проект «Стражи» ученого Стивена Лэнга по постройке роботов для отслеживания мутантов. Бакман говорит Себастьяну, что планирует захватить мутантов для того, чтобы они помогли клубу взять под контроль весь мир. Но Фрост читает мысли Бакмана и узнаёт, что он планирует уничтожить всех мутантов. Эмма и Себастьян совершают переворот и берут власть в клубе в свои руки. Они переименовывают его во Внутренний Круг; Фрост принимает титул Белой Королевы, а Себастьян Шоу — Чёрного Короля.
Эмма Фрост впервые столкнулась с Людьми-Икс, будучи Белой Королевой Клуба Адского Пламени. Она силой хотела завербовать Китти Прайд (девушку, проходящую сквозь стены) и вступила в конфронтацию с Людьми-Икс. Эмма потерпела поражение и после этого, она и её ученики-мутанты Геллионы ещё не раз сталкивались с Людьми-Икс. Она покидает клуб после сражения с путешественником во времени Тревором Фицроем (Тревор использует Стражей, чтобы уничтожить мутантов), в котором участвуют и Люди-Икс. В ходе битвы, большая часть Геллионов погибает, а Эмма впадает в кому. В конце концов, она приходит в себя, но её разум переносится в тело Бобби Дрейка (Ледяной Человек). Профессор Ксавье пытается контролировать разум Эммы и она, в теле Бобби, идет во Frost International. В одном из компьютеров, она узнаёт, что почти все её ученики погибли. Когда профессор Икс и его ученики находят Эмму, она говорит им, что для неё важно оказать помощь молодым мутантам, и она может предложить им то, что не может сделать Ксавье. Фрост понимает, что смерть Геллионов — последствия её неправильных решений. Эмма соглашается вернуться в особняк профессора, и её разум переносят обратно в её тело.

### Поколение Икс
Эмма становится лидером группы мутантов «Поколение Икс» и вместе с ними борется против Фаланги. Позже, во время одной из тренировок, сестра Эммы Адрианна пытается устроить хаос в школе. Она закладывает бомбы, которые не успевают обезвредить и в ярости Эмма убивает сестру. Через некоторое время, сестра начинает приходить к Эмме в видениях, но она изгоняет её из своего разума. С этого момента, она клянется не полагаться на свои телепатические способности, считая, что именно они стали причиной гибели Синча (один из учеников, погибший во время взрыва) и обещает быть настолько твердой, «насколько тверды алмазы».

### Сотрудничество с Людьми-Икс
После этого, она становится преподавателем на островном государстве мутантов Геноша. Во время печально известного Геноцида Стражей, когда уничтожаются почти все обитатели острова, Эмме удается выжить, благодаря своим способностям (она становится неуязвимой, делая свою кожу алмазной). Фрост становится преподавателем в школе мутантов профессора Ксавье и начинает встречаться с Циклопом. Их отношения переходят в тайный телепатический роман, о котором узнаёт Джин Грей. Отношения Джин и Скотта ухудшаются, а тем временем шансы Фрост стать новым лидером Людей-Икс увеличиваются.
После гибели Джин Грей, Эмма публично объявляет о своих с Циклопом отношениях, несмотря на неодобрение других мутантов. После этого, она становится соуправляющим вновь отстроенной школы профессора Ксавье. Эмма начинает играть ключевую роль в жизни учеников. Она становится лидером группы учеников-мутантов, которых она назвала Геллионами (так называлась первая группа учеников Эммы, погибшая во время битвы с Тревором Фицроем). Также Эмма присоединяется к новой команде Людей-Икс, состоящей из Циклопа, Росомахи, Китти Прайд и Зверя.

### Сестринство Мутантов
Красная Королева, вместе с её магическими способностями и Сестринством Мутантов совершают атаку на Людей-Икс с целью розыска трупа Джин Грей. Леди Мастермаинд застаёт Фрост врасплох и пытается её удержать смесью психических и мистических сил. Эмма получает видения, говорящие подготовиться ей к будущим событиям с участием сил Феникса, и, в конечном итоге, освобождается. Она побеждает Сестер-Мастермаинд и позже нападает на остальных из Сестринства с Людьми-Икс.

### Тёмное Правление
Некоторое время Эмма возглавляла организованную Норманом Осборном команду Тёмных Людей Икс, в которую также входили Дакен (сын Росомахи), Мимик и Плащ с Кинжалом. Чтобы подчеркнуть мрачность этой команды, Эмма носила чёрный костюм. Она также обманом переманила Нэмора на сторону мутантов, с помощью иллюзии убедив его, что она убила Себастьяна Шоу, лицо, ответственное за бомбёжку Атлантиды.

### Мстители против Людей-Икс
Эмме досталась часть силы Феникса, значительно увеличившая её способности. Она и остальные носители силы Феникса начали менять мир по своему усмотрению. Когда был побеждён Нэмор и его «кусок» Феникса достался Эмме, она начала терять контроль. Фрост начала слышать мысли всех людей на Земле и убивать тех, кто когда-то жестоко обращался с мутантами. А когда ей достался и третий «кусок» Феникса, Эмма и вовсе сошла с ума, начала угрожать мутантам, чьи мысли ей не нравились. В итоге Циклоп насильно забрал себе всю силу Феникса.

### All-New X-Men (Marvel NOW!)
Фрост была спасена из тюрьмы Циклопом и Эриком Леншерром, но выяснилось, что контакт с Силой Феникса сделал её телепатический способности беспорядочными и неустойчивыми. Несмотря на её недовольство последними действиями Циклопа, она соглашается отправиться за ним, чтобы продолжить их миссию по защите мутантов. Фрост в тайне тренировалась и снова получила полный контроль над своей телепатией. Также она являлась наставником для Степфордских Кукушек и юной Джин Грей в использовании их телепатических способностей.

### All-New, All-Different Marvel
После Тайных Войн и восстановления Земли-616, Эмма Фрост входит в небольшую команду Людей Икс, которые вступают в контакт с туманами Терригена на острове Муир, где они обнаружили Множителя и других мутантов мертвыми. Поняв, что Терригеновое облако ядовито для мутантов, Скотт и Эмма разработали план, чтобы уничтожить одно из таких облаков. И в то время как Люди Икс сдерживали Нелюдей достаточно долго, чтобы нейтрализовать зелёное облако, Циклоп, по-видимому,  был убит Чёрным Громом при самообороне. На похоронах Скотта Алекс, подозревая что-то в смерти брата неладное, вынуждает Эмму рассказать ему, что Чёрный Гром на самом деле не убивал Циклопа на острове Муир. Фрост описала ему муки и страдания Саммерса, когда тот умирал от воздействия туманов Терригена на руках Эммы. Фрост спроецировала иллюзию его смерти от рук Чёрного Грома на всех остальных для объявления войны против Нелюдей во имя Скотта.

### Нелюди против Людей-Икс
В течение следующих восьми месяцев после смерти Циклопа Эмма начала тренироваться и улучшать свое время превращения в алмазную форму. Она также, кажется, травмирована смертью Скотта и начала на самом деле верить в собственную ложь, что Чёрный Гром на самом деле убил его. Эмма не теряла времени и начала готовиться к войне с Нелюдьми, заключая союзы с различными командами Людей-Икс. Она объявляет войну Нелюдям, когда Зверь сообщил, что Терригеновое облако скоро насытит земную атмосферу, и сделает Землю полностью непригодной для проживания мутантов, считая, что у них нет времени, чтобы попытаться вести переговоры. Когда Медуза узнаёт правду о том, почему Люди-Икс пошли воевать против Нелюдей, она уничтожает облако, уничтожая тем самым возможность появления будущих Нелюдей, чтобы мутанты смогли выжить.
После этого юный Циклоп обнаруживает, что Эмма инсценировала смерть его будущей версии. Эмма же настаивает на том, что она сделала то, что Циклоп хотел бы, если бы был жив. Затем Фрост бежит с поля боя с помощью Хавока после использования перепрограммированных Стражей на истребление Нелюдей. Она позже показана на секретной базе, надевая шлем, который представляет собой сочетание маски Циклоп и шлема Магнето, в подготовке к её следующему шагу, так как она теперь разыскивается Нелюдьми и Людьми-Икс за свои преступления после смерти Циклопа.

### Тайная Империя
Во время секретной сюжетной линии тайной империи Эмма Фрост оказывается истинным правителем мутантской нации Нового Тиана, это где-то в Калифорнии, после захвата Гидры США. Она использует Ксорна в качестве своего марионеточного правителя и контролирует его с помощью телепатии. Флэшбек показал, что Эмма Фрост взяла фрагмент космического куба у бессознательного Шан-Чи. Когда переместившиеся во времени оригинальные Люди Икс восстали против правительства Нового Тиана, Эмма-Ксорн отправила к ним группу подчиненных мутантов, преуспев в захвате большей части команды, за исключением Джин и Джимми Хадсона. Затем она ведет беседу с юным Циклопом в его камере и телепатически пытает его. Эмма Фрост также присоединяется к сопротивлению ради мутантства и всего мира от преклонения колен Гидре во главе со Стивом Роджерсом, Бароном Земо и Арнимом Зола. Эмма, Зверь и Шоу напали на престол верховного лидера Гидры Роджерса, пока Арним Зола не изобрел для Роджерса с промытыми мозгами костюм с силой Космического Куба, немедленно оказавшего им сопротивление.

##### Чёрный Король
Позже Эмма обратилась к Бобби Дрейку, чтобы попросить его помочь спасти её брата Кристиана от их жестокого отца, однако, когда они прибывают в особняк Фростов, то обнаруживают, что Кристиан совершенно здоров. На самом деле, он только выглядит здоровым и счастливым. Эмма подозревает неладное, и её опасения подтверждаются, когда она находит мертвое тело своего отца. Оказывается, Кристиан тоже мутант, чьи способности включают в себя, помимо телепатии и телекинеза, способность выполнять астральные проекции. Таким образом, убив своего собственного отца, Кристиан сделал его астральную проекцию, которую победил Человек-Лед. После этого Эмма обещает исцелить сломленный разум Кристиана, взяв на себя роль главы международной компании Фростов.
После Эмма обманом уговаривает Людей Икс помочь убрать членов внутреннего круга Клуба Адского Пламени, в то время как она сама идет за Себастьяном шоу, человеком, который сделал её Белой Королевой много лет назад. Хотя Шоу все ещё невосприимчив к её телепатии, Эмма попросила коллегу поместить парализующий агент в его напиток, что позволило ей одолеть его. Эмма берет на себя роль Чёрного Короля Клуба Адского Пламени и надевает новый более темный наряд. В письме к Людям Икс она объясняет, что намерена исправить сломанный мир для мутантов по-своему, взяв под контроль Клуб Адского Пламени.

## Другие вселенные

### Век Апокалипсиса (Земля-295)
В какой-то момент в своем прошлом, Эмме Фрост сделали лоботомию, убрав её способности мутанта. По сей день у неё до сих пор виден шрам на голове, в месте где волосы больше не растут. Она стала основным членом Высшего Совета Людей на Евразийском континенте. Как член Совета, она развила романтические отношения с Брайаном Брэддок, который в тайне от всех работал на Апокалипсиса.
Эмма и Брайан изучали данные о Апокалипсисе, собранные мутантами оперативниками Оружие Икс и Джин Грей, которые они получили от Злыдня. Изучив эти данные, Эмма и Совет обсудил запуск ядерного удара против Апокалипсиса. После неудачного покушения на Апокалипсиса Магма, Эмма и другие члены Совета согласились, что ядерный удар необходим.
Когда их воздушные корабли были атакованы Дональдом Пирсом и Разбойниками, Эмма защитила флагманский дирижабль от нападения. Однако даже с помощью Оружия Икс, они не смогли остановить Пирса и его киборги уничтожили навигационной системы кораблей. Эмма приняла к сведению раздражительное поведение Брайана, как только началось приближение заключительного удара, Разбойники снова напали и Брайан был вынужден раскрыть своё предательство. В попытке остановить Пирса, киборг вонзился Брайану в спину. Несмотря на предательство, Эмма держала Брайана на руках, и он признался в своей слабости перед смертью.
В конце концов Апокалипсис активировал свои системы обороны, чтобы уничтожить Европу, Фрост каким-то образом удалось избежать гибели. Эмма позже вновь появилась в Англии, когда Пророк искал её для того, чтобы узнать о судьбе Сью Шторм. Она указала им, что ответы стоит искать у Виктора фон Дума. В Латверии Пророк и Сопротивление были удивлены, когда попали в засаду Оружия Омега. Как оказалось, Эмма восстановила свои телепатические способности неизвестным путём.

### Marvel Adventures (Земля-20051)
Здесь Эмма является лучшей подруго Софии " Чат " Сандуваль, девушки-мутанта, которая могла общаться с животными. Фрост иногда отправлялась на вылазки вором под псевдонимом «Глушилка». Она использовала свою телепатию, чтобы грабить богатых людей. Как Эмма Фрост, она использовала свои способности, чтобы помочь Чат раскрыть тайну личности Человека-Паука, как Питера Паркера, так как София была в него влюблена. Когда Чат и Человек-паук начали встречаться, Эмма начала ревновать подругу к Питеру и использовала свои способности, чтобы рассорить парочку. В конце концов, она была поймана с помощью животных Чат, сдалась полиции и в качестве несовершеннолетней получила только ограниченное наказание за свои преступления.
Оказавшись на свободе, Глушилка периодически помогала Человеку-Пауку, в основном, если Чат просила её о помощи, и в конце концов присоединилась к Blonde Phantom Detective Agency.

### Дни Минувшего Будущего
В этой реальности Эмма была бывшей Белой Королевой Клуба Адского Пламени, но скрылась на технологической базе у берегов Индии после того, как большинство населения мутантов было уничтожено. Там она стала лидером мутантов и в конце концов помогла Джубили и Магнето спасти Росомаха, разумом которого управляла Красная Королева Клуба Адского Пламени, Псайлок. Эмме удалось восстановить разум Логана и вскоре она присоединилась к Магнето и Джубили в разгроме Псайлок и плана Клуба Адского Пламени на мировое господство. Они продолжали действовать с базы Эммы с другими членами Людей-Икс, в то время как Фрост пыталась реабилитировать Псайлок, вернув её на сторону добра.

### Век Икс
В версии «Век Икс» Эмма Фрост была замечена как заключенный в крепости X-Бриг.

### Эра Альтрона (Земля-26111)
Эмма Фрост появляется в Эре Альтрона, как одна из немногих выживших супергероев, скрывающихся в туннелях под Центральным парком. Она скорбит о смерти Циклопа и помогает Железному Человеку исследовать разум Человека-Паука и Соколиного Глаза на наличие нанотехнологий, которые, возможно, были тайно поставлены Альтроном. Так же присутствует, когда команда планирует выбрать одного человека, для того чтобы тот проник на базу Альтрона.
Она путешествует на Дикую Землю с остальными героями под невидимым полем Сью Шторм. По прибытии она сканирует разум Люка Кейджа в Нью-Йорке информируя других, что он пережил ядерный взрыв и что Альтрон использует Вижна в качестве канала для управления миром из будущего. Также намекают, что её силы по-прежнему нарушены и не полностью восстановлены после слияния с Фениксом, но значительно улучшились. Когда Росомаха и Женщина-Невидимка отправляются в прошлое и убивают Хэнка Пима, текущая реальность уничтожается и заменяется альтернативной.

### Exiles (Земля-80827)
История персонажа неизвестна, но эта версия Эммы прикована к инвалидному креслу и является телепатическим «средством связи» её товарищей.

### День М (Земля-58163)
В реальности «День М», созданной Алой Ведьмой, Эмма была замужем за Скоттом и пара родила троих детей. Здесь она работала детским психологом. Также она была первой из Людей-Икс, к кому Росомаха обратился за помощью. Она была единственной, кто поддержал Росомаху в спорном мнении убить Алую Ведьму для того, чтобы вернуть мир в нормальное состояние. После окончания «Дня М» одна из 198 мутантов, кто сохранил свои способности.

### Marvel Noir (Земля-90214)
Эмма Фрост является начальником в тюрьме "Дженоша Бэй". Она была ученицей Профессора Ксавье во время учёбы в Гарвардском университете и приняла его теорию, но в направлении изоляции опасных социопатов в её тюрьму. Фрост также имеет бондаж-фетиш.

### Старик Логан (Земля-807128)
Эмма пережила атаку, которая уничтожила большинство героев Земли, выйдя замуж по расчёту за Виктора фон Дума. В настоящее время она является самым мощным телепатом на планете. Она использует свои способности, чтобы вести свой народ, а также внушать всем, что она выглядит всё так же молодой и красивой. Эмма послала Чёрного Грома, чтобы тот спас стариков Логана и Соколиного Глаза от тираннозавра, зараженного Веномом.
Когда реальность старика Логана была превращена в часть Мира Битв, он нашел умирающую Эмму Фрост, которая говорит ему, откуда взялась голова Альтрона.

### Ultimate (Земля-1610)
В прошлом Эмма была ученицей профессора Чарльза Ксавье из Чикаго. Со временем между Эммой и Ксавье развились романтические отношения, из-за чего Ксавье бросил свою подругу Мистику. Однако отношения влюбленных в конечном итоге прекратились из-за идейных разногласий: Ксавье верил в бдительность и необходимость изоляции мутантов от остальной части общества, тогда как Эмма была сторонницей большей терпимости и комплексного подхода к отношениям между мутантами и обычными людьми. Эмма объяснила, что она считает Ксавье «слишком жестоким».
Оставив Ксавье, Эмма вернулась в Чикаго, где планировала создать свою команду мутантов наподобие Людей-Икс, однако работающую на правительство. Губернатор поддержал её идею, уговорив президента организовать программу «Новые Мутанты».
Однако её команда подверглась нападению Стражей, созданных с разрешения правительства. Новых мутантов спасли Люди-Икс, но после этого группа Эммы была расформирована. Однако она всё же открыла собственную школу в Чикаго вместе с старшим братом Циклопа по прозвищу Хавок, который там обучался со своей девушкой Лорной Дейн.
После того как, Эмма разорвала свои связи с государством и изменила школу, её новая программа стала называться «Академия будущего», в которую принимали талантливых студентов.
Вскоре Эмма стала членом Нового Клуба Адского Пламени, которые охотились за Фениксом, заключённым в Джин Грей. Она встречалась с Шиноби Шоу, до того как его посадили в тюрьму за попытку освободить Феникса.
Во время Ультиматума клоны Множителя взорвали Академию Будущего, и Эмма погибает со всеми учениками, кроме Алекса. После Ультиматума тело Эммы хоронят вместе с другими погибшими мутантами.

## Видеоигры
Карта "Белая Королева" и её вариации доступна в Marvel Snap
.
Эмма Фрост является открываемым персонажем в Lego Marvel Super Heroes. 
Персонаж "Эмма Фрост" и ее вариация "Алмазная Эмма Фрост" появилась в боевом пропуске 4 сезона 5 главы в Fortnite.
Во втором сезоне игры Marvel Rivals Эмма Фрост появилась как игровой персонаж.

## Телевидение
- Появляется в пилотной серии несостоявшегося сериала «Прайд из Людей Икс» (1989), где как Белая королева является членом Братства злых мутантов Магнето наряду с Жабой, Джаггернаутом, Пиро и Пузырём. Озвучена Сьюзен Сило.
- Эмма Фрост впервые появляется в камео в мультсериале Люди Икс, в эпизоде «Сага о Фениксе — Часть IV». В этой серии, она является мощным телепатом. Эмма Фрост также появляется среди захваченных телепатов в эпизоде «По ту сторону добра и зла». Она была озвучена Трейси Мур.
- В мультсериале «Росомаха и Люди Икс», здесь Эмма Фрост — красавица-блондинка, телепатические способности которой ненамного слабее мощи разума Ксавьера. Также имеет вторую мутацию, позволяющую превращать своё тело в органический алмаз. Вступила в команду Людей Икс по своей инициативе, являясь их «штатным» телепатом. Прямолинейна, всегда без обиняков говорит то, что считает нужным сказать. По всей видимости, неравнодушна к Циклопу. Предположительно, погибает при попытке изолировать сущность Феникса отдельно от Джин Грей. Её озвучила Кари Волгрен.

## Появление в фильмах
- Эмма Фрост появляется в 1996 году в телевизионном фильме под названием «Поколение Икс», исполненная Финолой Хьюз.
- В третьем фильме про Людей Икс её должна была сыграть Сигурни Уивер, но с уходом Брайана Сингера Эмму просто вычеркнули из сценария.
- В фильме «Люди Икс: Начало. Росомаха» Эмма Фрост — сестра Кайлы Сильверфокс, одна из второстепенных персонажей. Её сыграла Тахина Тоцци-МакМанус
- В следующем фильме — «Люди Икс: Первый класс» — Эмма Фрост была членом Клуба адского пламени, возглавляемого Себастьяном Шоу. Она была его правой рукой и главным советником. Она всегда верила в то, что они действуют во имя мутантов. Когда Эмма действовала по заданию Шоу в России, её схватило ЦРУ, которому помогали Чарльз Ксавье и Эрик Леншерр. Эмму доставили в штаб-квартиру ЦРУ и посадили в специальную камеру. После смерти Шоу Магнето её освободил и предложил присоединиться к Братству мутантов, что она и сделала.
- Согласно фильму «Люди Икс: Дни минувшего будущего» к моменту 1973 года она была уже убита.

## Критика и отзывы
- Эмма Фрост одна из самых популярных персонажей комикс-индустрии Marvel.
- Эмма Фрост заняла 30 место в списке 50 величайших героев комиксов составленном журналом Empire в 2008 году, что является самым высоким результатом для женского персонажа Marvel[1].
- Фрост получила 69 место в списке 200 величайших персонажей всех времён по версии журнала Wizard в 2008[2], опережая всех других Людей Икс.
- Героиня была определена на 5 место в списке 100 самых сексуальных героинь комиксов по версии Comics Buyer’s Guide[3].